# Cal Fernando
Cal Fernando és una masia del Prat de Llobregat (Baix Llobregat) inclosa a l'Inventari del Patrimoni Arquitectònic de Catalunya.

## Descripció
Masia que correspon a l'esquema 1.I de Danés i Torras, amb l'afegit de dos cossos laterals. Té la façana orientada a mar i paral·lela a l'eix de la teulada a dues vessants, complint la característica majoritària a les masies de la Marina del Prat. Les teulades originals de teula han estat substituïdes per uralites, cosa que demostra l'abandó en que queda la casa i la solució d'urgència emprada pels arrendataris, vorejant el barraquisme. Malgrat tot es segueixen conreant els camps propers, a dos passos d'una urbanització industrial.